# Marsilio da Carrara
Marsilio da Carrara (Padova, 1294 – Padova, 21 marzo 1338) fu il secondo signore di Padova dal 1324 al 1328 e una seconda volta dal 1337 al 1338 mantenendo comunque il potere sulla città tra il 1328 e il 1337 come vicario di Cangrande della Scala.

## Biografia

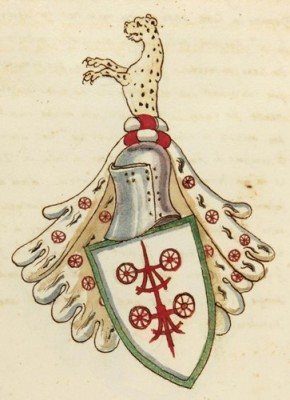
Lo stemma carrarese sormontato dall'elmo col cimiero di Marsilio

Marsilio nacque a Padova verso il 1294 da Pietro (detto Perenzano) fratello di Giacomo I, primo signore di Padova. La madre era Emidia, forse dei Fieschi.
Dopo la morte dello zio (1324), Marsilio gli succedette come Signore di Padova, anche se solo come rappresentante di Enrico, duca di Carinzia.
Nel 1328 cedette il potere a  Cangrande, ma mantenne il titolo di vicario continuando a governare la città.
Dopo la morte di Cangrande, nel 1337 si accordò con i fiorentini e con i veneziani che lottavano contro gli Scaligeri e poté così rientrare in possesso pieno della Signoria.
Dopo aver rafforzato le mura di Padova e fatto costruire un tratto completamente nuovo e dopo aver posto sotto assedio Monselice, dove le truppe scaligere si erano asserragliate per l'ultima difesa delle terre padovane, Marsilio, già gravemente ammalato, fece nominare dal Consiglio padovano il cugino Ubertino come suo successore (10 marzo 1338) per spirare poi il 21 marzo 1338 a Padova.

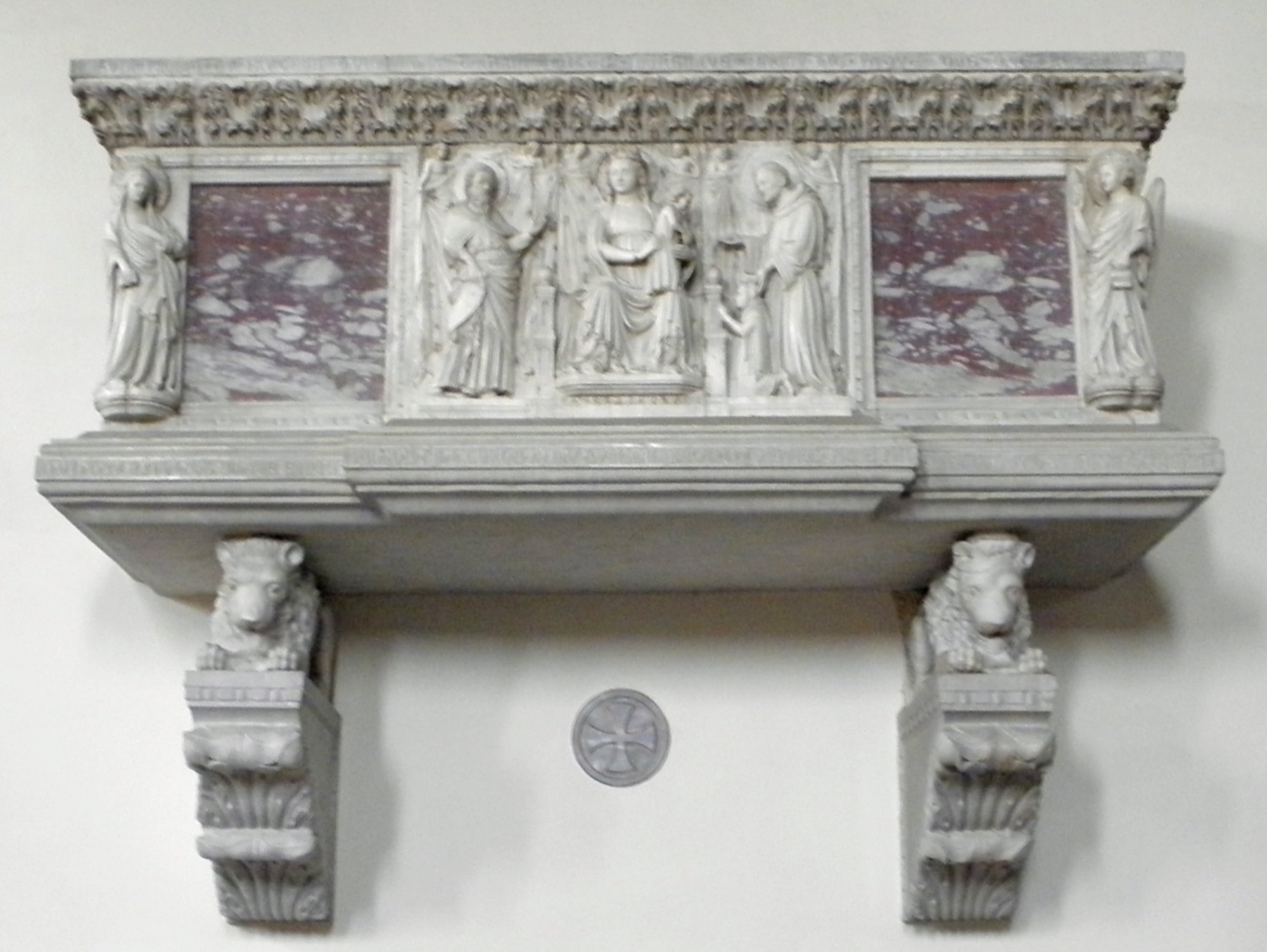
L'arca marmorea di Marsilio all'interno dell'Abbazia di Santo Stefano

Dopo la morte il corpo fu trasportato presso l'Abbazia di Santo Stefano e deposto nell'arca marmorea ancora affissa alla parete settentrionale della chiesa abbaziale.

## Insegne
All'insegna dei da Carrara Marsilio aggiunse quella del suo personale cimiero, un leopardo maculato e banda bianca ricamata con ruote rosse alternate a code di ermellino.

## Discendenza
Marsilio sposò in prime nozze Bartolomea (?-1333) di Manfredo Scrovegni (fratello di Enrico) e in seconde nozze nel 1334 Beatrice da Correggio, figlia di Guido, ma da nessuno dei matrimoni nacquero figli. Marsilio ebbe quattro figlie naturali.